# Paúlos Sidirópoulos
Pavlos Sidirópoulos (en griego: Παύλος Σιδηρόπουλος) (Atenas, 27 de julio de 1948 – Atenas, 6 de diciembre de 1990) fue un cantante de rock, conocido por apoyar el griego en la música rock, en un momento en que casi todos las bandas de rock griegas usaban el inglés en sus canciones. Durante los 70 y los 80, fue el cantante de rock más conocido de su país. A pesar de su temprana muerte, aun es recordado como uno de los mejores cantantes griegos.

## Arte
Sidirópoulos empezó su carrera en 1970 en Salónica, donde estudiaba Matemáticas. Junto con Pantelis Delleyannides fundo el grupo de rock Damon and Pythias. Conocieron al músico griego Dionysis Savvopoulos y su grupo “Bourboulia”. Entraron a formar parte del grupo y grabaron el disco “Damis the tough” (en griego: Ντάμης ο σκληρός). Permanecieron en el grupo durante dos años, hasta el 1974 cuando Bourboulia and Sidiropoulos se separaron. Fue en ese grupo cuando Sidirópoulos empezó a experimentar combinando la música griega y la música rock.
Después, Sidirópoulos colaboró con el compositor griego Yannis Markopoulos: cantó en sus composiciones “Oropedio” y “Thessalikos Kiklos”. En 1976, juntamente con los hermanos Spiropoulos, fundó el grupo de música “Spiridoula”. Ellos crearon el disco “Flou”, considerado por muchos el disco más importante de música rock de la historia. Una canción de esa época (“Clown”) salió después en el álbum “Zorba the freak”. Fue en esa época cuando Sidirópoulos apareció en dos películas. Tuvo el papel principal en la película “O asymvivastos”, dirigida por Andreas Thomopoulos. También cantó todas las canciones de la banda sonora, escrita casi toda por Thomopoulos. En la misma época protagonizó (junto con Dimitris Poulikakos) otra película de Thomopoulos, “Aldevaran”. Sidirópoulos también apareció en la serie de televisión “Oikogeneia Zarnti”, dirigida por Kostas Ferris. 
En 1980, Sidirópoulos entró en el grupo “Oi Aprosarmostoi”, donde permaneció hasta su muerte. Grabaron muchos discos e hicieron numerosas actuaciones. En 1982, el álbum “En leyko” salió al mercado. Desafortunadamente, muchas de sus canciones fueron censuradas. En 1985, el conocido LP “Zorba the Freak” salió al mercado, y en 1989 grabaron “Sin maquillaje” (en griego), que fue grabado en el Metro club de Atenas.
En el verano de 1990, su mano derecha empezó a paralizarse, como resultado de su adicción a las drogas que desde hacía tiempo estaba intentando superar. Siguió con sus conciertos pero el deterioro de su salud tuvo serias implicaciones psicológicas. El 6 de diciembre de 1990 murió de una sobredosis de heroína.

## Discos Póstumos
En 1991, su grupo “Oi aprosarmostoi” saco el álbum “Ante ke kali tichi maghes”, llamado como una de sus canciones (grabada en 1985), el título puede ser traducido como “Hasta luego amigos”. Muchas de las canciones estaban cantadas por Sidirópoulos de anteriores discos; otras por varios artistas. En 1992, salió al mercado el álbum “El blues del príncipe” (en griego). Contenía grabaciones experimentales desde 1979 hasta 1981. En este disco, Sidirópoulos combinaba el blues con lo que se puede considerar como su equivalente Griego, el rebetika. En 1994, el álbum “En archi in o logos” fue publicado; contenía grabaciones del periodo 1978-1989 y fragmentos de entrevistas suyas en el canal de televisión ET2.

## Canciones más famosas
- O Babis o Flou
- I ora tou stuff
- To '69 me kapoion filo
- Stin K
- Rock ΄n΄ Roll sto krevvati
- To vivlio ton iroon
- H
- Apokalypsi
- Apogoitefsi
- Tis ethnikis simfiliosis
- Choris etia
- Kapote tha 'rthoun
- Na m' agapas
- Ante ke kali tichi maghes
- Day after Day

## Discografía
- 1971 To Ksespasma/O Kosmos Tous Single
- 1971 O Gero Mathios Single
- 1972 Apogoitefsi/O Ntamis O Skliros Single
- 1978 O Babis O Flou Lp
- 1982 En Lefko Lp
- 1985 Zorba The Freak Lp
- 1989 Choris Makigiaz (Live)Lp
- 1991 Ante Ke Kali Tichi Maghes Lp
- 1992 Ta Blues Tou Prighipa Lp
- 1994 En archi In O logos Double Lp
- 2001 Day after Day EP with two unpublished songs

- Datos: Q3566349